# バイノ・ミリリンヌ

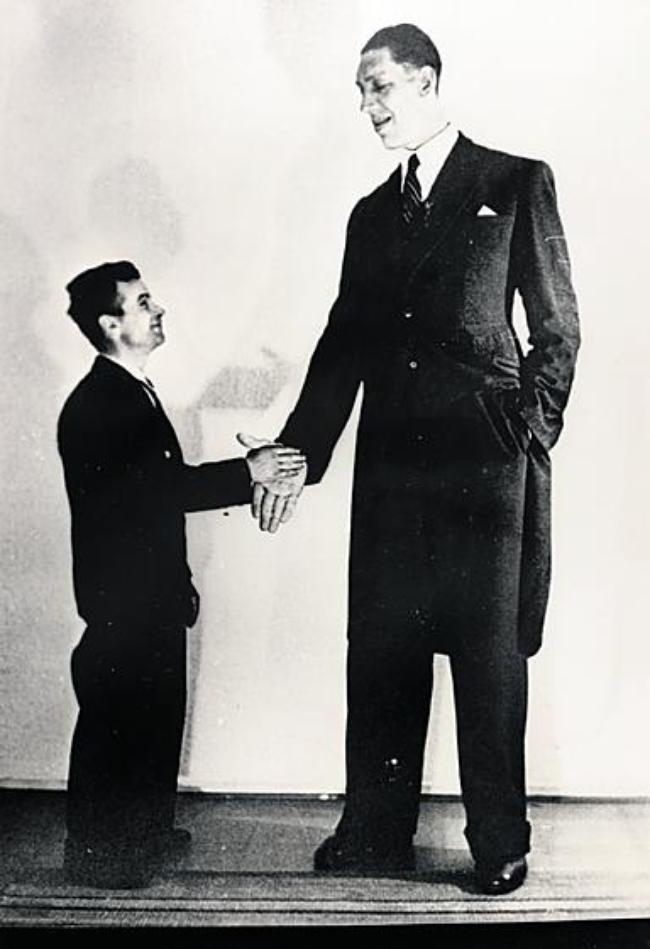
バイノ・ミリリンヌ（右）

バイノ・ミリリンヌ（Väinö Myllyrinne、1909年2月27日 - 1963年4月13日）は、かつて世界で最も背の高い人物だったフィンランド人。
ヘルシンキ生まれ。21歳の時には224cm141kgあり、最大時の体格は251cm170kgであった。彼はフィンランド軍で兵役を務めたのち1930年代にはプロレスラー及びサーカス団員としてヨーロッパ各地を巡業し、冬戦争の際に軍に復帰した。確実な記録が残っている例としては歴史上最も背の高い兵士だったといわれている。戦後は養鶏の仕事をしていたが、1963年ヘルシンキで亡くなった。彼は1940年にロバート・ワドローが死去してから1963年に死去するまで、世界で最も身長の高い人物であった。